# Ciclizina
La  Ciclizina è un principio attivo, un antistaminico.

## Indicazioni
Indicato in caso di nausea, vomito, sensazione di vertigini.

## Controindicazioni
Da utilizzare con attenzione in caso di insufficienza epatica, può diminuire gli effetti degli oppiacei.

## Effetti indesiderati
Fra gli effetti indesiderati si riscontra sonnolenza e cefalea.